# Song for America
| Recensione                        | Giudizio        |
| --------------------------------- | --------------- |
| AllMusic                          | [ 2 ]           |
| The New Rolling Stone Album Guide | [ 3 ]           |
| Sputnikmusic                      | 4.0 (Excellent) |
| Dizionario del Pop-Rock           | [ 5 ]           |
| 24.000 dischi                     | [ 6 ]           |

Song for America è il secondo album discografico del gruppo musicale statunitense Kansas, pubblicato dall'etichetta discografica Kirshner Records nel febbraio del 1975.

## Accoglienza
AllMusic ha elogiato "l'intensa energia" delle canzoni più brevi dell'album, ma ha sostenuto che le canzoni più lunghe richiedono un ascolto troppo concentrato per essere apprezzate. Hanno concluso che l'album è una buona registrazione per un gruppo di questo genere.
Steve Pettengill descrive l'album come "rock sinfonico completo senza nessuno dei numeri rock da stadio che sarebbero apparsi negli album successivi". Composto da quattro lunghi pezzi intricati e due giochi in stile molto americano, il secondo album di Kansas mette in mostra in modo ammirevole la dualità del marchio della band come progger e rocker."
Nella classifica degli album di Billboard raggiunse la posizione numero 57.

## Tracce

### LP
Lato A
1. Down the Road – 3:43 (Steve Walsh, Kerry Livgren)
2. Song for America – 9:59 (Kerry Livgren)
3. Lamplight Symphony – 8:11 (Kerry Livgren)

Lato B
1. Lonely Street – 5:41 (Steve Walsh, Dave Hope, Rich Williams, Phil Ehart)
2. The Devil Game – 5:01 (Steve Walsh, Dave Hope)
3. Incomudro - Hymn to the Atman – 12:11 (Kerry Livgren)

### CD
Edizione CD del 2011, pubblicato dalla Epic Records (EICP 20072)
1. Down the Road – 3:43 (Steve Walsh, Kerry Livgren)
2. Song for America – 10:01 (Kerry Livgren)
3. Lamplight Symphony – 8:14 (Kerry Livgren)
4. Lonely Street – 5:42 (Steve Walsh, Dave Hope, Rich Williams, Phil Ehart)
5. The Devil Game – 5:04 (Steve Walsh, Dave Hope)
6. Incomudro - Hymn to the Atman – 12:12 (Kerry Livgren)
7. Song for America – 3:00 (Kerry Livgren) – Bonus Track - Single Edit
8. Down the Road – 3:49 (Steve Walsh, Kerry Livgren) – Bonus Track - Live
9. Incomudro - Hymn to the Atman – 16:10 (Kerry Livgren) – Bonus Track - Live

## Formazione
- Steve Walsh - tastiera, piano, percussioni
- Kerry Livgren - chitarra solista, chitarra ritmica
- Rich Williams - chitarra solista, chitarra ritmica
- Robby Steinhardt - voce solista, violino
- Dave Hope - basso
- Phil Ehart - batteria

## Classifica
| Anno | Classifica    | Posizione raggiunta |
| ---- | ------------- | ------------------- |
| 1975 | Billboard 200 | 57                  |